# Cariniana penduliflora
Cariniana penduliflora är en tvåhjärtbladig växtart som beskrevs av G.T.Prance. Cariniana penduliflora ingår i släktet Cariniana och familjen Lecythidaceae. IUCN kategoriserar arten globalt som akut hotad. Inga underarter finns listade i Catalogue of Life.